# Erkki Lumisalmi
Erkki Leo Lumisalmi (Inari, Finnország, 1949. november 9.) kolta számi politikus, ortodox kántor. A finnországi Sevettijärviből származik, Inari községből. 2000 óta tagja a Finnországi számi parlamentnek, aminek jelenleg 2011-ig a képviselője. Politikai pályája mellett a finnországi ortodox egyházban tevékenykedik kántorként, valamint nyelvészként számos kolta számi – főképp egyházi – szöveg fordítása fűződik a nevéhez.

## Munkái
- Evvan Evangelium, Lää´dd Pipliaseä´rv/Suomen Pipliaseura, Helsinki, 1988. ISBN 951-9010-49-1

## Fordítás
- Ez a szócikk részben vagy egészben  az   Erkki Lumisalmi című északi számi Wikipédia-szócikk ezen változatának fordításán alapul.  Az eredeti cikk szerkesztőit annak laptörténete sorolja fel. Ez a jelzés csupán a megfogalmazás eredetét és a szerzői jogokat jelzi, nem szolgál a cikkben szereplő információk forrásmegjelöléseként.